# سیارک ۲۶۲۶۷
سیارک ۲۶۲۶۷ (به انگلیسی: 26267 Nickmorgan، نامگذاری:1998RS50)۲۶۲۶۷مین سیارک کشف شده‌است که در ۱۴ سپتامبر ۱۹۹۸ کشف شد.